# William L. Brooks
William L. "Buffalo Bill" Brooks, född omkring 1832, död 29 juli 1874, var en amerikansk diligenskusk, revolverman och hasardspelare. Brooks föddes i Ohio omkring 1832 där han senare blev buffeljägare i slutet av 1840-talet. Hans framgång var lika stor som buffeljägaren William F. Cody och han fick samma smeknamn, "Buffalo Bill". Brooks hade dödat flera män i olika eldstrider, och var under en kort tid anställd som diligenskusk för Southwestern Stage Co, innan han blev sheriff i Newton, Kansas 1872.
Med Brooks framgångar i Newton blev han snart erbjuden en tjänst i Dodge City, Kansas som sheriff. Han blev där inblandad i 15 eldstrider under sin första månad. I ett fall hade en av de dödade männen fyra bröder som kom efter Brooks som hämnd. När bröderna anlände till staden sades Brooks ha dödat alla fyra männen med fyra skott vardera.
Den 29 juli 1874 blev han lynchad och hängd i Caldwell, Kansas.